# Regatista Universitario del Año de la ICSA
El galardón al Regatista Universitario del Año de la ICSA (College Sailor of the Year en idioma inglés, también denominado Marlow Ropes College Sailor of the Year) es otorgado anualmente por la Inter-Collegiate Sailing Association of North America (ICSA) y por la Academia Naval de los Estados Unidos de manera conjunta desde 1968 al regatista más destacado de la temporada de vela universitaria en América del Norte. El ganador recibe por ello el Trofeo Memorial Everett B. Morris.  
El capitán Everett B. Morris, al que el trofeo rinde homenaje, fue un periodista náutico deportivo y miembro del comité FALES de la Academia Naval.

## Palmarés
| Año  | Ganador             | Universidad                       |
| 1968 | Scott H. Allan      | Sur de California                 |
| 1969 | Tim P. Hogan        | Sur de California                 |
| 1970 | Richard T. Doyle    | Notre Dame                        |
| 1971 | Johnathon Wright    | Merchant Marine                   |
| 1972 | Gary Jobson         | NY Maritime                       |
| 1973 | Gary Jobson         | NY Maritime                       |
| 1974 | Augie Diaz          | Tulane                            |
| 1975 | Roger Altreuter     | Tufts                             |
| 1976 | Peter F. Isler      | Yale                              |
| 1977 | Carl Buchan         | Washington                        |
| 1978 | Stephen D. Benjamin | Yale                              |
| 1979 | Alexander Smigelski | Merchant Marine                   |
| 1980 | R. Stuart Johnstone | Tufts                             |
| 1981 | Paul Dickey         | Tufts                             |
| 1982 | Ken Read            | Boston                            |
| 1983 | Morgan Reeser       | Merchant Marine                   |
| 1984 | Morgan Reeser       | Merchant Marine                   |
| 1985 | John M. Renehen     | Merchant Marine                   |
| 1986 | Bradford S. Read    | Boston                            |
| 1987 | Robert E. Hallawell | U.S. Naval Academy                |
| 1988 | Chris Larson        | College of Charleston             |
| 1989 | Terry Hutchinson    | Old Dominion                      |
| 1990 | Terry Hutchinson    | Old Dominion                      |
| 1991 | Willis A. Lovell    | College of Charleston             |
| 1992 | Bradley M. Rodi     | U.S. Naval Academy                |
| 1993 | Bradley M. Rodi     | U.S. Naval Academy                |
| 1994 | Tyler W. Moore      | College of Charleston             |
| 1995 | Ryan Cox            | U.S. Naval Academy                |
| 1996 | Senet Bischoff      | Tufts                             |
| 1997 | Tim Wadlow          | Boston                            |
| 1998 | William A. Hardesty | Merchant Marine                   |
| 1999 | Mark Ivey           | St. Mary's                        |
| 2000 | Dalton Bergan       | Sur de California                 |
| 2001 | Tyler Pruett        | Boston College                    |
| 2002 | Sean Doyle          | Harvard                           |
| 2003 | Clay Bischoff       | Harvard                           |
| 2004 | Cardwell Potts      | Harvard                           |
| 2005 | Mikee Anderson      | Sur de California                 |
| 2006 | Andrew Campbell     | Georgetown                        |
| 2007 | Trevor Moore        | Hobart and William Smith Colleges |
| 2008 | Chris Behm          | Georgetown                        |
| 2009 | Charles Buckingham  | Georgetown                        |
| 2010 | Thomas Barrows      | Yale                              |
| 2011 | Charles Buckingham  | Georgetown                        |
| 2012 | Chris Barnard       | Georgetown                        |
| 2013 | Juan Maegli         | College of Charleston             |
| 2014 | Graham Landy        | Yale                              |
| 2015 | Nevin Snow          | Georgetown                        |
| 2016 | Nevin Snow          | Georgetown                        |
| 2017 | Ian Barrows         | Yale                              |
| 2018 | Stefano Peschiera   | College of Charleston             |
| 2019 | Nicholas Baird      | Yale                              |
| 2020 | Jack Parkin         | Stanford                          |
| 2021 | Joseph Hermus       | U.S. Naval Academy                |
| 2022 | Shawn Harvey        | Yale                              |
| 2023 | Jack Egan           | Yale                              |
| 2024 | Lachlain McGranahan | Harvard                           |
| 2025 | Justin Callahan     | Harvard                           |